# 普尔库阿齐
普尔库阿齐（Purquazi），是印度北方邦Muzaffarnagar县的一个城镇。总人口23526（2001年）。

## 人口
该地2001年总人口23526人，其中男性12458人，女性11068人；0—6岁人口4518人，其中男2363人，女2155人；识字率44.03%，其中男性为51.15%，女性为36.01%。